# آراکیدیل الکل
آراکیدیل الکل (به انگلیسی: Arachidyl alcohol) یک ترکیب شیمیایی با شناسه پاب‌کم ۱۲۴۰۴ است. 